# Cholornis
Cholornis es un género de aves paseriformes perteneciente a la familia Sylviidae. Sus miembros anteriormente se clasificaban en el género Paradoxornis.

## Especies
El género contiene dos especies:
- Cholornis unicolor - picoloro unicolor;
- Cholornis paradoxa - picoloro tridáctilo.